# Conférence de Lu Shan

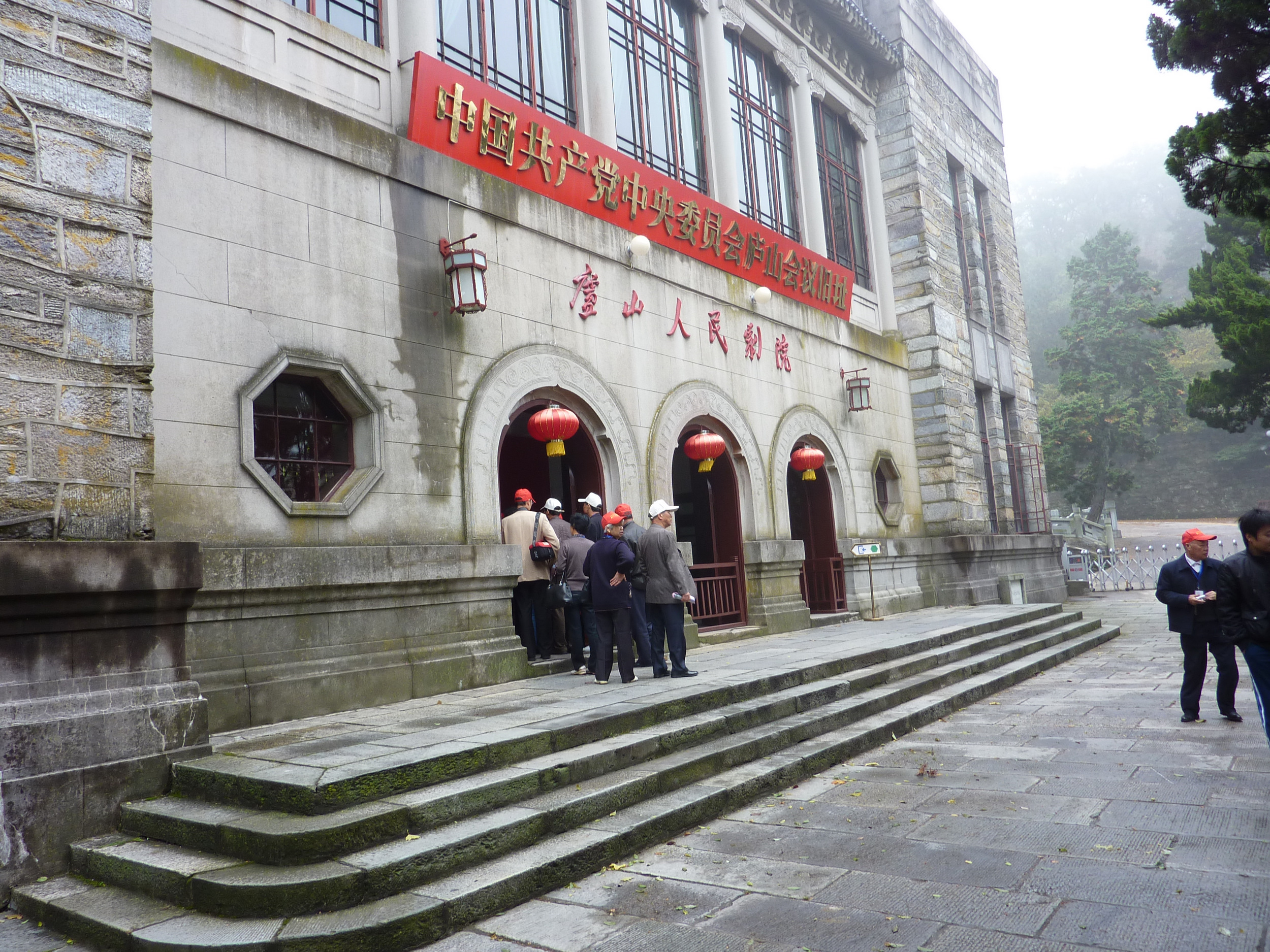
La conférence s'est tenue dans cet immeuble de la ville de Lu Shan.

La conférence de Lu Shan (en chinois, 庐|山|会|议), officiellement la « 8e session plénière du 8e Comité central du Parti communiste chinois », est une discussion informelle sur le Grand Bond en avant qui s'est tenue du 2 juillet au 16 août 1959 dans un lieu de séjour sur le mont Lu dans le district de Lu Shan de la province de Jiangxi, dans le Sud-Est de la Chine. 
En répondant aux critiques formulées sur le déroulement du Grand Bond en avant, Mao Zedong est parvenu à accroître son pouvoir.

## Déroulement
L'objectif initial de la conférence de Lu Shan, qui débute le 2 juillet 1959, est de passer en revue les développements survenus en Chine pendant l'année 1958 et de résoudre quelques problèmes issus de ces développements. Mao Zedong a aussi l'intention d'utiliser la conférence pour contrer des aspects de la « tendance gauchiste » du Grand Bond en avant.
Peng Dehuai a visité de nombreuses provinces chinoises et a compris la situation du pays. Il a la réputation d'un homme aux propos francs et directs. Ainsi en 1956, il s'étonnait auprès d'un dirigeant soviétique, Mikoïan, en visite en Chine, que le parti communiste soviétique ait attendu si longtemps pour critiquer Staline. Mikoïan lui explique que la moindre critique signifiait la mort pour son auteur. Peng Dehuai réplique « Quelle sorte de communiste est-ce-là, qui craint la mort ? ». Pendant la conférence, Peng Dehuai, alors ministre de la Défense de la république populaire de Chine, écrit une lettre privée à Mao dans laquelle il critique quelques aspects du Grand Bond en avant. Il mentionne les « vents de l'exagération » (c'est-à-dire des rapports qui exagèrent la production céréalière), les repas communaux et aussi la mise en place de milices communales qui, croit-il, mine la réputation de l'Armée populaire de libération.  
Après avoir pris connaissance de la lettre, Mao prolonge la conférence de dix jours.
Le 23 juillet, Mao montre la lettre à ses camarades et leur demande d'exprimer leurs opinions. Un peu plus tard, Mao critique sévèrement Peng Dehuai et affirme qu'il fait partie d'un groupe qui hésite lorsque confronté aux difficultés et qui se trouve « à seulement 30 kilomètres des hommes de droite, ». Aussitôt connu le point de vue de Mao, les cadres du régime se rallient à lui. Ainsi Bo Yibo détruit le rapport très critique sur la situation, donné par ses experts, et le remplace par un soutien appuyé au Grand Bond. Luo Ruiqing défend aussi le Grand bond en avant et critique Peng Dehuai.
Le discours de Mao à la conférence est très passionné et belliqueux. Il se défend en mentionnant que tout grand écrivain, que ce soit Confucius, Karl Marx ou Lénine, a fait des erreurs et que s'arrêter à celles-ci ne mènera nulle part. Il insiste aussi qu'aucune commune ne s'est encore effondrée.

## Conséquences
La conférence de Lu Shan est un point tournant de la carrière de Mao. En effet, critiquer les actions et les politiques du parti est  mis au même niveau que critiquer Mao.
Plus tard dans l'année, Peng Dehuai est démis de ses fonctions, arrêté et remplacé par Lin Biao. Non seulement les critiques de Peng Dehuai ont permis à Mao d'obtenir une victoire, elles lui ont aussi permis de conclure qu'il a été injustement traité et que les normes du parti ont été violées. Sa victoire lui donne suffisamment d'assurance pour lancer la révolution culturelle.

### Citations originales
1. ↑  (en) « leftist tendency »
2. ↑  (en) « winds of exaggeration »
3. ↑  (en) « only 30 kilometres away from the rightists »